# Distrito Escolar Unificado de Flagstaff
El Distrito Escolar Unificado de Flagstaff #1 (Flagstaff Unified School District #1, FUSD) es un distrito escolar de Arizona. Tiene su sede en Flagstaff.
El distrito abrió en 1883 en una cabaña de troncos. Gestiona 19 escuelas, incluyendo Leupp Public School, una escuela K-8 en la Nación Navajo. A partir de 2011 el distrito tenía 11.500 estudiantes y 800 empleados.